# 1435 год в науке
В 1435 году произошли различные научные и технологические события, некоторые из которых представлены ниже.

## События
- Кириак из Анконы отправляется в путешествие по Греции.

## Родились
- Жан Молине — французский хронист, глава школы «Великих риториков», поэт.

## Скончались
- 30 августа — Пабло де Санта Мария, испанский историк, католический богослов, поэт.
- Абдулгадир Мараги — азербайджанский теоретик музыки и музыкант.